# 朴聖敏
朴聖敏（：／ Park Seong-min，1959年4月19日—），大韓民國保守派政治人物，第21屆韓國國會議員。